# Jamie Bloch
Jamie  Bloch is een Canadese actrice, ze is vooral bekend om haar rol in de Nickelodeon serie Wingin' It. Zij speelt daar de rol van Becky Montclaire.

## Filmografie
- The Killing Game, Jane
- Wingin' It (2010-2011), Becky Montclaire / Becky
- Fright Club (2011), Becky Montclaire
- At Home by Myself... with Carl (2011), Becky Montclaire
- Greener-Man Versus Polluter (2011), Becky Montclaire
- We'll Always Have Detention (2011), Becky Montclaire
- Malone's Your Uncle (2011), Becky Montclaire
- The Kennedys (2011), Kennedy Girl
- The Countdown to Tragedy (2011), Kennedy Girl
- Warehouse 13 (2010,) Kallie
- Secret Santa (2010), Kallie
- The Best Years (2009), Molly
- Dermabrasion (2009), Molly
- Documentary (2009), Molly
- Before You Say 'I Do' (2009), Laurie
- Flirting with Forty (2008), Jessica
- I The Echo (2008), Carly